# 金潤玉
金潤玉（：／ Kim Yoon-ok，1947年3月26日—），韓國第17任總統李明博的夫人。

## 生平
出生於大邱市的一個經營建設公司的家庭，家中共有3男3女其中金潤玉排行么女。
金潤玉就讀於梨花女子大學期間，經由長兄的高中導師介紹而和李明博相識。1970年大學畢業後，在不顧家庭的反對下，於同年12月19日（李明博的生日）和當時任職於現代建設的李明博結婚，婚後兩人育有一男三女。

## 争议
2018年3月，据韩媒报导，李明博在任期间，曾经把国家情报院的经费转给金润玉当私房钱用，让金润玉大买名牌包。而青瓦台前第一附属室室长金熙钟接受检方讯问时，也坦承在2011年李明博访问美国期间，曾指示他把10万美元透过下属交到金润玉手中。